# Harry Potter e il principe mezzosangue
Harry Potter e il principe mezzosangue (titolo originale in inglese: Harry Potter and the Half-Blood Prince) è il sesto romanzo della saga fantasy Harry Potter, scritta da J. K. Rowling e ambientata principalmente nell'immaginario Mondo magico durante gli anni novanta del XX secolo.
Harry Potter e il Principe Mezzosangue è stato pubblicato nel 2005 nel Regno Unito, mentre in Italia è stato pubblicato il 6 gennaio 2006 da Adriano Salani, con illustrazioni di Serena Riglietti e traduzione di Beatrice Masini. 
Tradotto in 77 lingue, resta una delle più popolari opere letterarie del XXI secolo. 
Nel 2009 ne è stato tratto un adattamento cinematografico distribuito da Warner Bros. e diretto da David Yates, che ha incassato più di 934 milioni di dollari al botteghino mondiale.

## Trama
Il sesto libro della saga inizia con un cambio al vertice del Ministero della Magia: il ministro Cornelius Caramell abbandona l'incarico perché allontanato dopo aver negato per un anno intero il ritorno di Lord Voldemort e viene sostituito da Rufus Scrimgeour.
In seguito alla rivelazione del ritorno del Signore Oscuro nel precedente libro, la situazione del mondo magico è dominata da paura e terrore: i Mangiamorte, con la complicità dei Dissennatori, hanno già compiuto vari attacchi che hanno avuto conseguenze anche nel mondo dei babbani, Diagon Alley è semideserta e con vari negozi chiusi e molte famiglie magiche sono contrarie al ritorno dei propri figli ad Hogwarts.
Presso la strada Spinner's End, a Londra, avviene una riunione fra Severus Piton, Codaliscia e Narcissa Malfoy, accompagnata dalla sorella Bellatrix Lestrange: Narcissa chiede a Piton aiuto e protezione per suo figlio Draco, a cui è stato affidato il compito di uccidere Albus Silente. Piton viene convinto da Narcissa a stringere il Voto Infrangibile, un giuramento magico che, se infranto, provoca la morte: il professore giura di proteggere ed aiutare Draco nella sua prima missione da Mangiamorte.
Nel frattempo, a Privet Drive, Harry Potter riceve una visita da Silente a casa dei Dursley. Qui Silente esprime il suo profondo disappunto per il modo in cui gli zii hanno sempre maltrattato Harry durante tutta la sua vita, quando lui, la notte in cui lo lasciò sulla loro soglia, aveva chiesto loro nella lettera di trattarlo come un figlio. Dopo aver letto ad Harry il testamento del padrino Sirius Black, deceduto poche settimane prima, che gli lascia tutti i suoi averi (compresi l'elfo domestico Kreacher e la casa in Grimmauld Place), il preside gli chiede di accompagnarlo in una missione, che consiste nel convincere un suo vecchio amico e collega, il professor Horace Lumacorno, a tornare ad insegnare a Hogwarts. Dopo diversi tentennamenti, Lumacorno accetta. Silente poi annuncia ad Harry che durante l'anno scolastico gli darà alcune lezioni private, per poi accompagnarlo alla Tana, dove il ragazzo trascorre il resto dell'estate insieme a Ron, Hermione e Ginny. Durante la sua permanenza alla Tana, inoltre, Harry scopre di essere stato nominato capitano di Quidditch della squadra di Grifondoro.
Recatisi a Londra per gli ultimi acquisti prima dell'anno scolastico, Harry, Ron ed Hermione vedono Draco Malfoy che sembra tramare qualcosa con il proprietario del negozio di manufatti oscuri Magie Sinister. Harry sospetta quindi che Malfoy sia ufficialmente diventato un Mangiamorte, ma né i suoi amici né il signor Weasley credono a questa ipotesi. Durante il viaggio verso Hogwarts, Harry, nascosto dal Mantello dell'Invisibilità, origlia una conversazione tra Draco, Tiger e Goyle, Pansy Parkinson e Blaise Zabini, in cui il primo dice di non voler sprecare altri due anni del suo tempo ad Hogwarts e di ambire a qualcosa di molto più grande, cosa che aumenta i sospetti del protagonista. Arrivati a Hogwarts, Draco scopre Harry, gli rompe il naso con un calcio e lo lascia sul treno mentre esso sta per ripartire; il protagonista viene poi salvato da Ninfadora Tonks.
A scuola si scopre che Lumacorno non insegnerà Difesa contro le Arti Oscure, come tutti pensavano, ma Pozioni, e che la cattedra di Difesa contro le Arti Oscure è stata assegnata invece a Piton, che da sempre ambiva a tale ruolo. 
Durante la prima lezione di Pozioni, Harry, non avendo ancora il suo libro di testo Pozioni avanzate (non lo ha acquistato perché pensava che il docente di Pozioni sarebbe stato ancora Piton, il quale non gli avrebbe permesso di continuare lo studio della materia a seguito del voto ottenuto ai G.U.F.O.), ne prende in prestito uno usato, appartenuto ad un misterioso personaggio che si firma come il "Principe Mezzosangue", che lo ha completamente scarabocchiato e riempito di annotazioni e appunti. Harry prova a metterne in pratica alcuni e si rende conto che funzionano e sono anche molto più efficaci delle indicazioni originali del libro, riuscendo a preparare in modo eccellente il Distillato della Morte Vivente che Lumacorno aveva richiesto per quella lezione e vincendo una piccola bottiglia di Felix Felicis, una pozione che rende chi la beve molto fortunato per una giornata, messa in palio da Lumacorno per chi fosse riuscito a preparare al meglio possibile la pozione.
Nel corso dell'anno scolastico Harry continua a seguire le indicazioni del Principe Mezzosangue ed ottiene velocemente risultati eccellenti, fatto che porta Lumacorno a dilungarsi sempre più spesso in lodi su di lui, con grande disappunto di Hermione. Harry inoltre scopre che sul libro sono stati annotati anche alcuni incantesimi inventati dal Principe stesso, come il Muffliato (che riempie le orecchie del bersaglio di un ronzio indistinto, utile per non essere ascoltati), il Levicorpus (che appende la vittima per aria per le caviglie) e il Sectumsempra (etichettato come da usare "contro i nemici"). 
Nel frattempo, la situazione del mondo magico precipita sempre più nel caos: si moltiplicano gli attacchi dei Dissennatori, si ha la notizia della sparizione di diverse persone, tra cui la funzionaria del Ministero della Magia Amelia Bones ed il famoso fabbricante di bacchette Olivander, e il Ministero sembra impotente di fronte alle azioni compiute dai Mangiamorte.
Harry inizia a seguire anche le lezioni con Silente, il quale gli mostra, tramite il suo Pensatoio, ricordi riguardanti il passato di Lord Voldemort, dall'incontro dei suoi genitori (sua madre era una strega, suo padre un babbano), all'infanzia passata in un orfanotrofio babbano, al periodo trascorso a Hogwarts. In queste lezioni Silente introduce ad Harry il concetto di Horcrux, la più oscura delle magie: un Horcrux consiste in un oggetto o un essere animato all'interno del quale viene introdotto un frammento dell'anima di un altro individuo. Il frammento dell'anima viene inserito nell'Horcrux tramite un complesso incantesimo che ha effetto solo dopo aver commesso un omicidio, l'unico gesto così malvagio da scindere l'anima. Il mago che crea l'Horcrux non può morire qualora venisse colpito a morte, in quanto il frammento di anima presente nell'Horcrux non si può separare dal suo contenitore. Con questo espediente Lord Voldemort si è garantito l'immortalità, sopravvivendo alla distruzione del suo corpo causata dal rimbalzo dell'Avada Kedavra che aveva scagliato per uccidere Harry neonato. Voldemort ha creato sette Horcrux, sei oggetti più il suo corpo, diventando l'unico mago ad aver mai creato più di un Horcrux. Due di questi sei oggetti sono già stati trovati e distrutti: il diario di Riddle, che Harry ha distrutto durante il suo secondo anno nella Camera dei Segreti senza sapere che fosse un Horcrux, e un anello appartenuto al nonno materno di Voldemort, Orvoloson Gaunt, che Silente ha distrutto procurandosi una brutta ferita ad una mano, dovuta ad una potente maledizione che gravava sull'anello: il Preside, ignaro di ciò, si è infilato l'anello, facendo scattare la maledizione, che avrebbe potuto ucciderlo ma fortunatamente è stata confinata solo nella mano.
Silente è ancora alla ricerca dei quattro Horcrux mancanti e confida a Harry di ritenere che essi possano trovarsi nel medaglione di Salazar Serpeverde, nella coppa di Tosca Tassorosso, in un oggetto appartenuto a Priscilla Corvonero o a Godric Grifondoro (in quanto Voldemort ha da sempre avuto un forte legame affettivo con Hogwarts, quindi avrebbe simbolicamente scelto degli oggetti appartenuti ai fondatori della scuola) e nel serpente di Voldemort, Nagini, verso il quale Voldemort dimostra un insolito attaccamento.
Hermione, intanto, inizia a invaghirsi seriamente di Ron, ma quest'ultimo si fidanza con Lavanda Brown, con grande dolore della ragazza. Harry, invece, si scopre innamorato di Ginny, in quel momento fidanzata con Dean Thomas, e non riesce a trovare il momento per avere un contatto con lei senza la presenza di Ron, da sempre molto protettivo nei confronti della sorella minore. Ginny e Dean tuttavia si lasciano presto ed Harry inizia ad intravedere una possibilità di conquistare la ragazza.
Durante le sue lezioni private, Silente chiede ad Harry di tentare di recuperare la versione originale di un ricordo di Lumacorno: si tratta del ricordo di quando il giovane Riddle aveva chiesto informazioni a Lumacorno sugli Horcrux, ricordo che Lumacorno, prima di consegnarlo a Silente, aveva volutamente manomesso, rendendo praticamente impossibile osservarlo, per la vergogna di avergli detto ciò che gli ha detto. Per portare a termine la missione affidatagli dal Preside, Harry utilizza la Felix Felicis, riuscendo ad ottenere il ricordo. 
Durante l'anno scolastico, inoltre, si verificano degli strani incidenti: Katie Bell, compagna di squadra di Harry a Quidditch, rischia di morire per aver toccato una collana intrisa di una potente maledizione che le era stata data a Hogsmeade in  circostanze non chiare, mentre Ron rischia la vita dopo aver bevuto da una bottiglia di idromele avvelenata. Harry è fortemente convinto che dietro questi avvenimenti si celi Malfoy, ma Ron e Hermione non danno peso alle sue teorie, ritenendo Malfoy troppo giovane per essere stato reclutato dalle forze oscure.
Un giorno, cercando Malfoy con la Mappa del Malandrino, Harry lo individua in un bagno in compagnia di Mirtilla Malcontenta e lo raggiunge; i due iniziano un duello di magia nel quale Malfoy cerca di usare la Maledizione Cruciatus su Harry, che lo colpisce con il Sectumsempra, di cui non conosceva ancora gli effetti, scoprendo che esso provoca all'avversario gravi ferite e lacerazioni sanguinolente. A questo punto sopraggiunge Piton, che riesce, con una contro-maledizione, a guarire Malfoy dalle ferite, per poi assegnare ad Harry una punizione di lunga durata, che consiste nel riordinare gli archivi scolastici. Durante il primo giorno di punizione ha luogo la finale di Quidditch, in cui Grifondoro gioca contro Corvonero e Ginny sostituisce Harry come Cercatore. Il protagonista rientra nella sala comune di Grifondoro mentre si sta celebrando la vittoria della squadra e, preso dall'euforia, senza pensarci, bacia Ginny: ciò segna l'inizio della loro storia.
Successivamente, pochi giorni dopo, Silente invita Harry a compiere un viaggio insieme a lui alla ricerca di un Horcrux: i due si recano in una caverna vicino al mare, dove il Preside pensa che sia nascosto il medaglione di Serpeverde. Per recuperare tale medaglione, posto all'interno di un bacile colmo di una strana pozione verde e posizionato su un isolotto al centro di un enorme lago all'interno della caverna (sul quale i due navigano grazie ad una piccola barca stregata che appare dalle acque), Silente beve tutta la pozione, poiché è l'unico modo per eliminarla, in quanto non può essere fatta scomparire o travasata. La pozione provoca al Preside forti dolori, allucinazioni e una grande sete. Alla fine, dopo aver respinto un gruppo di pericolosi Inferi, cadaveri che si trovavano nelle profondità del lago allo scopo di proteggere il medaglione e che si sono animati quando Harry ha cercato di dare da bere a Silente prendendo dell'acqua dal lago, in quanto non riusciva ad evocare dell'acqua magicamente, Harry e Silente si materializzano nel villaggio di Hogsmeade, dove notano con orrore la presenza del Marchio Nero sospeso sul castello di Hogwarts, evocato dai Mangiamorte, che tendenzialmente fanno apparire il Marchio Nero sopra i luoghi dove compiono crimini e omicidi. Preoccupati dall'apparizione del Marchio, Harry e Silente si affrettano a tornare a scuola ma, una volta arrivati sulla torre di Astronomia, il Preside immobilizza magicamente Harry sotto il suo Mantello dell’Invisibilità, per evitare che il ragazzo rischi la propria vita. Silente viene poco dopo disarmato da Malfoy e i sospetti di Harry si rivelano essere fondati: Draco è diventato un vero e proprio Mangiamorte, ha tentato più volte di assassinare il Preside nel corso dell'anno e infine ha fatto entrare i Mangiamorte nella scuola grazie a una coppia di Armadi Svanitori, uno situato nella Stanza delle Necessità e uno situato nel negozio Magie Sinister. Sopraggiunti sul luogo gli altri Mangiamorte, Draco non scaglia il sortilegio mortale contro Silente, che viene invece ucciso da Piton. Dopo l'uccisione di Silente, Piton, Draco e gli altri Mangiamorte scappano ed Harry, liberatosi dall'incantesimo immobilizzatore, li insegue deciso a vendicarsi, ma viene respinto da Piton, che gli rivela di essere il Principe Mezzosangue nel momento in cui Harry cerca di scagliargli contro un incantesimo creato da lui stesso, prima di fuggire via, smaterializzandosi oltre i confini della scuola.
Alla fine, Harry raggiunge gli altri alunni della scuola radunati accanto al corpo senza vita di Silente e, una volta inginocchiatosi accanto al Preside, Harry scopre che il medaglione che credeva essere un Horcrux è in realtà un falso e che qualcuno, un misterioso individuo che si firma R.A.B., vi ha lasciato all'interno un foglietto in cui spiega di aver rubato il vero Horcrux. Harry, sconsolato, si rende conto che Silente si è indebolito inutilmente per recuperare qualcosa che non era ciò che cercava.
Pochi giorni dopo la morte del Preside, ne viene celebrato il funerale e Silente viene tumulato in una grande tomba di marmo bianco nel parco della scuola. Alla fine della cerimonia, Harry annuncia a Ginny di voler rompere la loro relazione per proteggerla e lei, seppur a malincuore, acconsente.
Harry, discutendo con Ron ed Hermione, afferma di non voler tornare a Hogwarts l'anno successivo per potersi dedicare esclusivamente alla ricerca dei rimanenti Horcrux, così da poter sconfiggere una volta per tutte Voldemort. Ron e Hermione dichiarano di volerlo accompagnare fino alla fine, qualunque essa sia.

## Capitoli
1. L'altro Ministro (The Other Minister)
2. Spinner's End (Spinner's End)
3. Lettera e testamento (Will and Won't)
4. Horace Lumacorno (Horace Slughorn)
5. Un eccesso di Flebo (An Excess of Phlegm)
6. La deviazione di Draco (Draco's Detour)
7. Il Lumaclub (The Slug Club)
8. Il trionfo di Piton (Snape Victorious)
9. Il Principe Mezzosangue (The Half-Blood Prince)
10. La casa di Gaunt (The House of Gaunt)
11. Una mano da Hermione (Hermione's Helping Hand)
12. Argento e opali (Silver and Opals)
13. Il Riddle segreto (The Secret Riddle)
14. Felix Felicis (Felix Felicis)
15. Il Voto Infrangibile (The Unbreakable Vow)
16. Un Natale molto gelato (A Very Frosty Christmas)
17. Un ricordo lumacoso (A Sluggish Memory)
18. Sorprese di compleanno (Birthday Surprises)
19. Roba da elfi (Elf Tails)
20. La richiesta di Lord Voldemort (Lord Voldemort's Request)
21. La Stanza delle Necessità (The Unknowable Room)
22. Dopo il funerale (After The Burial)
23. Gli Horcrux (Horcruxes)
24. Sectumsempra (Sectumsempra)
25. La veggente spiata (The Seer Overheard)
26. La caverna (The Cave)
27. La torre (The Lightning-Struck Tower)
28. La fuga del Principe (Flight of the Prince)
29. Il lamento della fenice (The Phoenix Lament)
30. La tomba bianca (The White Tomb)

### Personaggi introdotti

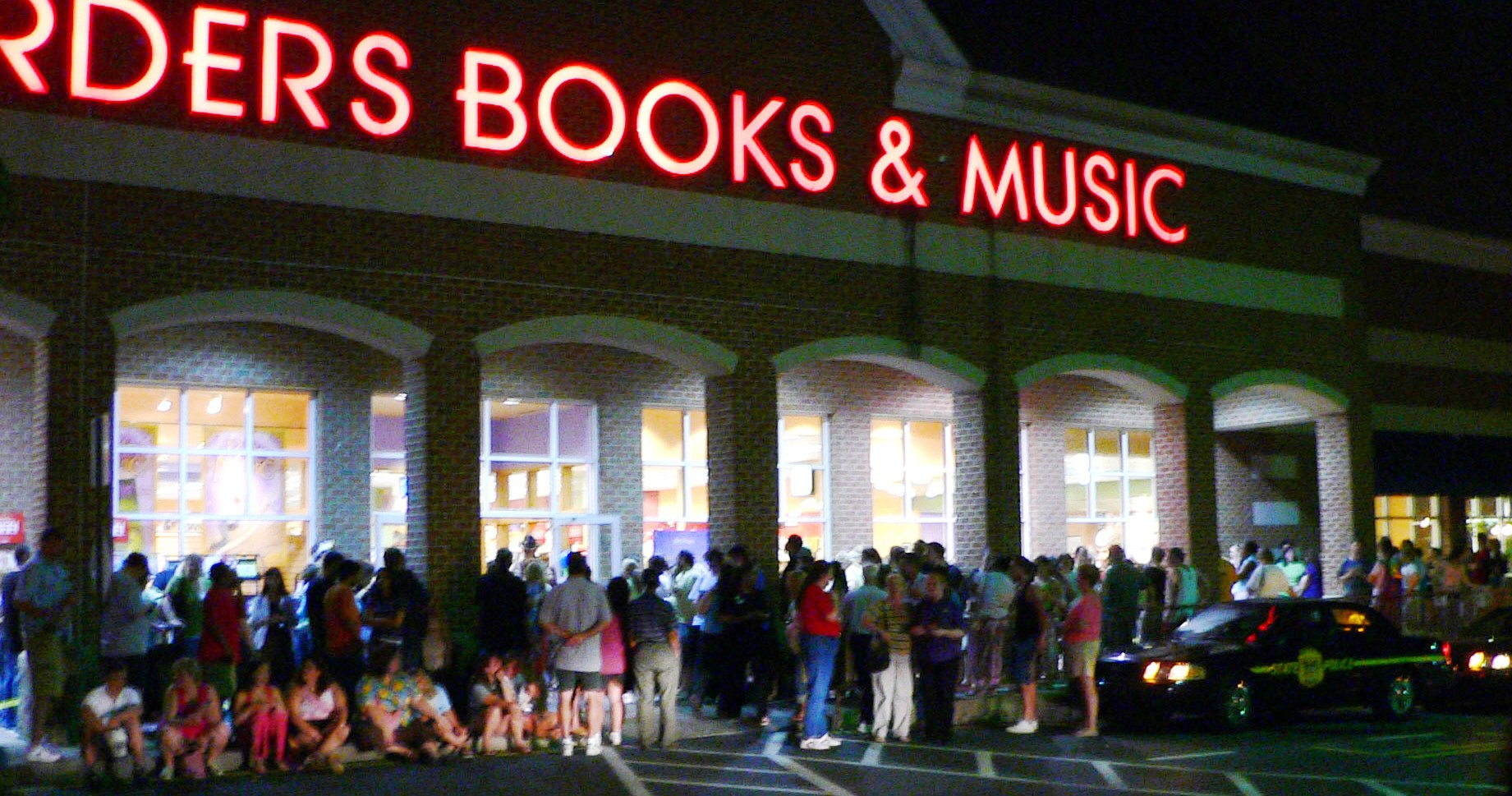
Coda all'uscita di una libreria statunitense (nello stato del Delaware) per l'apertura delle vendite del libro al pubblico, a mezzanotte

- Rufus Scrimgeour, ex-capo degli Auror che sostituisce Cornelius Caramell come ministro della magia. Il personaggio, tuttavia, era già stato menzionato ne L'Ordine della Fenice.
- Horace Lumacorno (Horace Slughorn), amico di lunga data di Silente, che riprende il suo vecchio ruolo di docente di Pozioni a Hogwarts.
- Fenrir Greyback, uno dei Mangiamorte, un malvagio lupo mannaro convinto di dover mordere e trasformare in lupi mannari il maggior numero possibile di persone. È lui che ha morso Remus Lupin da piccolo, facendolo diventare a sua volta un lupo mannaro. Nel Principe Mezzosangue morde Bill Weasley, fratello maggiore di Ron, ma poiché Greyback non era trasformato non essendoci la luna piena, Bill non diventerà un vero lupo mannaro, ma avrà solo qualche caratteristica da lupo (scopriamo nel seguito che, da quel momento, gli piace particolarmente la carne al sangue).

### Luoghi introdotti
- Spinner's End, la strada dove vive Severus Piton in estate: un quartiere babbano sudicio e periferico, a detta di Bellatrix Lestrange "un letamaio Babbano".
- La casa di Orvoloson Gaunt (che in inglese significa "desolato, magro, squallido") e dei figli Orfin e Merope Gaunt. Si trova in un bosco vicino al villaggio di Little Hangleton. Una vecchia casa in rovina, seminascosta da una fitta vegetazione, che sembra essere abbandonata.
- La caverna antistante al mare, dove si trova il falso medaglione-Horcrux.
- L'orfanotrofio in cui viveva Tom Riddle, ovvero Lord Voldemort, è un luogo che viene presentato dall'autrice come pulito e ordinato ma molto triste e privo di comodità. La direttrice è una donna, amante dell'alcol, che si rivela felice di liberarsi del ragazzo poiché viene considerato da tutti come strano e, a volte, cattivo. Lo stesso Silente successivamente fa notare a Harry come Voldemort fosse già in grado di controllare la magia e di come amasse collezionare trofei presi con la forza agli altri bambini.

### Il rapporto tra Harry e gli altri personaggi
Nel sesto libro della saga il rapporto tra il protagonista e gli altri personaggi principali si modifica profondamente rispetto agli anni precedenti. Innanzi tutto Harry decide di approcciarsi in modo diverso nei confronti di Albus Silente. Nel quinto libro, Harry Potter e l'Ordine della Fenice, Silente si era fatto insolitamente taciturno e spesso evitava gli incontri diretti con il ragazzo; addirittura l'ordine di studiare Occlumanzia era arrivato attraverso lo stesso Severus Piton, che ne sarebbe stato l'insegnante. Harry aveva reagito provando rabbia nei confronti del preside e adottando comportamenti che andavano contro i suoi consigli (come quello di ascoltare la cicatrice), e questo aveva portato alla morte di Sirius Black. L'anno successivo il giovane mago decide di conseguenza di fidarsi ciecamente di Silente, seguendone consigli e ordini. Allo stesso modo Silente ritorna a essere disponibile e soprattutto comincia a dare moltissime informazioni utili allo studente. Per tutta la durata del libro quindi si assiste a un rapporto stretto e intimo tra i due che si può notare nella fiducia che Silente ripone in Harry durante il viaggio alla caverna, che si incrina momentaneamente quando Harry scopre che Piton, di cui il preside si fida tanto, è il responsabile della morte dei genitori del ragazzo.

### Il mistero di R.A.B.
Uno degli avvenimenti che chiude il libro e che ha suscitato più interesse tra i lettori di Harry Potter è la scoperta del fatto che il medaglione trovato da Harry e Silente non fosse un vero Horcrux, bensì un falso sostituito dal misterioso R.A.B.
Molti fan provarono a risolvere l'enigma riguardante l'identità di "R.A.B.". Analizzando i vari indizi lasciati lungo i libri della saga di Harry Potter, infatti in molti conclusero che il fantomatico R.A.B. doveva essere molto probabilmente Regulus Arcturus Black, il fratello di Sirius.
In effetti questa previsione si è rivelata esatta, come scritto nel successivo Harry Potter e i Doni della Morte: infatti il misterioso R.A.B. non è altri che il fratello di Sirius Black.
È interessante notare come già in Harry Potter e l'Ordine della Fenice in un piccolo passo venga citato il vero Horcrux, anche se non era certamente possibile prevedere l'importanza che avrebbe ricoperto in futuro questo oggetto. L'Horcrux viene citato precisamente nella parte iniziale del libro, quando Harry e compagni puliscono la casa di Sirius Black tirando fuori varie cianfrusaglie, tra le quali figurava anche il medaglione di Serpeverde scambiato dal fratello di Sirius con il falso trovato da Harry e Silente.
Nonostante l'indizio fosse stato inserito dalla Rowling, i lettori italiani non hanno potuto beneficiarne a causa dell'errata traduzione del termine locket che è stato mal tradotto in "lucchetto" anziché "medaglione (con comparto apribile)". Questo errore è stato poi corretto nelle edizioni successive del libro.
(J. K. Rowling, pag. 120 di Harry Potter e l'Ordine della Fenice)

## Data di uscita delle edizioni
- Afrikaans ottobre 2005
- Bulgaro 13 dicembre 2005
- Catalano 23 febbraio 2006
- Cinese (semplice) 15 ottobre 2005
- Cinese (tradizionale) 1º ottobre 2005
- Croato 15 ottobre 2005
- Ceco 19 dicembre 2005
- Danese 15 ottobre 2005
- Olandese 19 ottobre 2005
- Estonia novembre 2005
- Finlandia 16 marzo, 2006
- Francese 1º ottobre 2005
- Tedesco 1º ottobre 2005
- Greco 2 dicembre 2005
- Ebraico 23 dicembre 2005
- Ungherese 10 febbraio 2006
- Indonesiano gennaio 2006
- Italiano 6 gennaio 2006
- Inglese 16 luglio 2005
- Giapponese 17 maggio 2006
- Lettone 3 febbraio 2006
- Lituano 2006
- Malay dicembre 2005
- Norvegese 19 novembre 2005
- Persiano settembre 2005
- Polacco 28 gennaio 2006
- Portoghese (Brasile) 25 novembre, 2005
- Portoghese (Portogallo) 15 ottobre 2005
- Rumeno 26 novembre 2005
- Russo 3 dicembre 2005
- Serbo 10 settembre 2005
- Singalese 1º aprile 2007
- Sloveno febbraio, 2006
- Spagnolo 23 febbraio 2006
- Svedese 9 novembre, 2005
- Tamil 14 gennaio 2008
- Tailandese 3 dicembre 2005
- Turco 1º ottobre 2005
- Vietnamita 24 settembre 2005

## Trasposizione cinematografica
- Questo libro ha avuto come i precedenti una trasposizione cinematografica che è stata diretta dall'inglese David Yates. La Warner Bros. ha inizialmente fissato l'uscita nelle sale per il 21 novembre 2008, ma poi il 14 agosto ha spostato il film al 15 luglio 2009, per via della maggiore affluenza nei cinema nel periodo estivo. Com'era ovvio aspettarsi, la comunità dei fan ha mostrato subito malcontento e manifestato proteste, ad esempio attraverso petizioni online. Il presidente della Warner Bros. ha dichiarato alla stampa: "Noi amiamo i nostri fan", per far capire che la scelta di spostare il film è stata problematica anche per loro.

## Critiche all'opera
- Richard Stallman ha avviato una campagna[2] per il boicottaggio del libro a seguito dell'ordinanza dalla Corte Suprema della Columbia Britannica[3] che ne ha vietato la lettura prima del 16 luglio 2005.